# Minister do spraw europejskich (Polska)
Minister do spraw europejskich – potoczna nazwa ministra właściwego do spraw członkostwa Rzeczypospolitej Polskiej w Unii Europejskiej. 

## Historia
W przeszłości mianem ministra do spraw europejskich określano szefa Urzędu Komitetu Integracji Europejskiej, który pełnił funkcję sekretarza Komitetu Integracji Europejskiej. 1 stycznia 2010 Komitet Integracji Europejskiej oraz Urząd Komitetu Integracji Europejskiej zostały zniesione, a jednocześnie utworzono dział administracji rządowej członkostwo Rzeczypospolitej Polskiej w Unii Europejskiej. Obowiązki Komitetu Integracji Europejskiej i jego sekretarza przejął minister właściwy do spraw członkostwa Rzeczypospolitej Polskiej w Unii Europejskiej. Zgodnie z ustawą o działach administracji rządowej w ówczesnym brzmieniu urzędy ministra spraw zagranicznych i ministra właściwego do spraw członkostwa Rzeczypospolitej Polskiej w Unii Europejskiej były połączone, co w praktyce oznaczało przejście spraw członkostwa w UE do kompetencji MSZ. W strukturze MSZ wyodrębniono wówczas Departament KSE. 
Jedna z kolejnych nowelizacji ustawy o działach administracji rządowej rozdzieliła urzędy ministra właściwego do spraw członkostwa Rzeczypospolitej Polskiej w Unii Europejskiej oraz ministra właściwego do spraw zagranicznych. Umożliwiło to powołanie innej osoby na stanowisko ministra do spraw europejskich. Od 5 marca 2020 obsługę ministra właściwego do spraw członkostwa Rzeczypospolitej Polskiej w Unii Europejskiej zapewnia Kancelaria Prezesa Rady Ministrów, która przejęła wspomniany departament.

## Lista ministrów
Minister-członek Rady Ministrów ds. kontaktów z Europejską Wspólnotą Gospodarczą
- Jan Krzysztof Bielecki od 11 lipca 1992 do 26 października 1993

Szefowie Urzędu Komitetu Integracji Europejskiej – sekretarze Komitetu Integracji Europejskiej (zwani ministrami ds. europejskich)
- Danuta Hübner od 12 listopada 1996 do 31 października 1997
- brak (Ryszard Czarnecki był przewodniczącym Komitetu Integracji Europejskiej, a później ministrem bez teki, nie zaś „ministrem do spraw europejskich”)
- Maria Karasińska-Fendler (p.o.) od lipca 1998 do kwietnia 1999
- Paweł Samecki (p.o.) od 28 kwietnia 1999 do 14 kwietnia 2000
- Jacek Saryusz-Wolski od 14 kwietnia 2000 do 19 października 2001
- Danuta Hübner od 19 października 2001 do 30 kwietnia 2004
- Jarosław Pietras od 4 maja 2004 do 13 kwietnia 2006
- Ewa Ośniecka-Tamecka od 13 kwietnia 2006 do 16 sierpnia 2007
- Tomasz Nowakowski od 29 sierpnia 2007 do 5 grudnia 2007
- Mikołaj Dowgielewicz od 18 grudnia 2007 do 31 grudnia 2009

Przewodniczący departamentu KSE w MSZ:
- Mikołaj Dowgielewicz od 1 stycznia 2010 do 1 maja 2012
- Piotr Serafin od 22 maja 2012 do 22 września 2014
- Rafał Trzaskowski od 22 września 2014 do 17 listopada 2015
- Konrad Szymański od 17 listopada 2015 do 15 listopada 2019

Minister-członek Rady Ministrów do spraw europejskich:
- Danuta Hübner od 16 czerwca 2003 do 30 kwietnia 2004
- Konrad Szymański od 15 listopada 2019 do 4 marca 2020

Minister do spraw Unii Europejskiej:
- Konrad Szymański od 5 marca 2020 do 12 października 2022
- Szymon Szynkowski vel Sęk od 13 października 2022 do 27 listopada 2023
- w okresie od 27 listopada do 13 grudnia 2023 funkcję pełnił Szymon Szynkowski vel Sęk, równolegle ze sprawowaniem funkcji ministra spraw zagranicznych[4]
- Adam Szłapka od 13 grudnia 2023 do 24 lipca 2025